# État de Lincoln
L'État de Lincoln est le nom pour différentes propositions de nouveaux États américains aux États-Unis.

## Territoire du Wyoming
Quand le Territoire du Wyoming fut créé en 1868, il était à l'origine appelé Territoire de Lincoln. Mais le nom de Lincoln suscita beaucoup de débats au Congrès américain, parce que, à ce moment-là, aucun État ou territoire ne portait le nom d'une personne. James W. Nye, sénateur du Nevada, proposa finalement le nom de Wyoming. Il s'agissait d'un nom initialement proposé pour ce territoire lors d'une proposition de création refusée trois ans auparavant, en 1865. Le nom venait de la Wyoming Valley en Pennsylvanie. Wyoming était la simple traduction en anglais du mot des tribus Lenape pour désigner les Grandes Plaines.

## Lincoln dans le Nord-Ouest

État de Lincoln proposé dans l'Est de l'État de Washington, quelquefois incluant l'Idaho Panhandle.

L'État de Lincoln proposé consistait en l'Idaho Panhandle (la pointe nord-ouest de l'Idaho) et l'Eastern Washington (la partie de l'État à l'est de la chaîne des Cascades). Il fut en premier proposé par l'Idaho en 1864, quand la capitale de cet État fit déplacer sa capitale de Lewiston à sa place actuelle de Boise, ce qui rendait le gouvernement de l'éloignée panhandle plus difficile.  La proposition de 1864 était de faire de cette panhandle son propre État.  Celle-ci n'aboutit pas mais en 1901 une autre proposition fut faite, qui cette fois associait l'Idaho Panhandle avec l'Eastern Washington pour créer l'État de Lincoln, nommé ainsi en l'honneur du Président Abraham Lincoln mais sans aboutir.  De telles propositions ont encore été faites pour un tel État en 1996, 1999 et 2005. Les noms de Columbia ey d'Eastern (ou East) Washington furent proposés. Alors que la « déconnexion » entre Western Washington et Eastern Washington est bien connue et documentée, le Northern Idaho a une dynamique similaire où les habitants se sentent souvent déconnectés du centre politique de l'État à Boise. Cependant les habitants du Nord Idado ne ressentent pas particulièrement une proximité avec l'Est Washington, et en fait, en matière de politique, de sociologie ou de géographie (montagnes, forêts et lacs), ils sont plus proches du Western Montana. Par conséquent, des suggestions parallèles d'un État de Kootenai ont été faites, visant à une union des six comtés les plus septentrionaux de l'Idaho et des six comtés les plus occidentaux du Montana, créant un État géographiquement, politiquement et écologiquement homogène de 524.888 habitants, le plaçant devant des autres États tels que le Wyoming.
D'autres conceptions d'un possible État de Lincoln ont été proposées, dont une possible union entre l'Est Washington et l'Est Oregon.  Cette union est la plus suggérée, plutôt qu'une entité Washington-Idaho.
Cela est dû au fait que les deux régions orientales de ces États sont toutes les deux largement composées de terres agricoles et de plaines et sont économiquement et sociologiquement similaires.  Les habitants de l'Est de l'Oregon expriment souvent le même sentiment de frustration d'être associés avec Portland et la région occidentale des Cascades comme les habitants de l'Est Washington avec Seattle.
Cette proposition créerait un des plus grands États de l'Union, s'étirant des contreforts est de la chaîne des Cascade à l'Idaho à l'est.  La législature de l'État de Washington est le seul gouvernement parmi les trois États concernés à avoir vu des propositions de loi proposant une sécession ou une fragmentation.  S'il était cumulé avec la proposition d'un État de Jefferson, qui recoupe au sud-est de l'Oregon la proposition d'un État de Lincoln concernant l'Oregon et Washington et proposé plusieurs fois, cela créerait un État encore plus vaste.
La région de l'Inland Empire (équivalente au bassin de la Columbia River) et qui inclut également des parties de l'Oregon et du Montana, correspond grossièrement à la zone couverte par un tel État de Lincoln.

## Lincoln au Texas

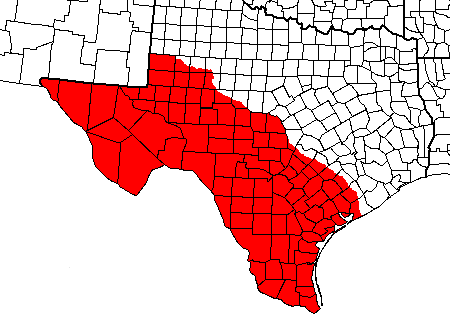
État de Lincoln proposé en 1869 au Texas, sud et est de la Colorado River.

Un autre État qui devait être nommé « Lincoln »  a été envisagé sur une partie du Texas après la guerre de Sécession. Il fut proposé en 1869 à partir des territoires du Texas situés à l'ouest et au sud de la Colorado River. Contrairement à d'autres propositions de division du Texas de la période de la Reconstruction, celle-ci fut présentée au Congrès mais échoua (Le Texas, quand il fut admis comme État au sein de l'Union était alors très largement plus grand que la moyenne des États existants, il fut donc inscrit la possibilité future qu'il soit divisé en un maximum de cinq États.)

## Source
- (en) Cet article est partiellement ou en totalité issu de l’article de Wikipédia en anglais intitulé « Lincoln (Northwestern U.S. state) » (voir la liste des auteurs).